# Шугуровка
Шугуровка (баш. Шөғөр, устар. Урьяда, устар. Урюзя) — река в городе Уфе, Башкортостан, Россия. Протяжённость — чуть более 30 км. Правый приток реки Уфы. Страдает от разлива фенолов, произошедшего в 1990 году.

## География
Исток — в лесном массиве севернее деревни Старые Турбаслы. В Шугуровку впадают 7 ручьёв и 2 протоки, что берут начало из озера Мельничного. Протекает по Орджоникидзевскому и Калининскому районам. Впадает в реку Уфа в Калининском районе. Напротив устья реки расположен остров Лихачёвский.

## История
На реке Шугуровке издревле три пруда, для обслуживания мельниц, откуда и название — Мельничное озеро. По берегам были хлебные поля для насыщения мукой растущего города Уфы. Самым известным владетелем земель по реке Шугуровка были дворяне Гладышевы, от них получили название слобода Шугуровка-Гладышевка и сама река Шугуровка. В «Пермской летописи» сказано: «О службах дедов и отцов и башкир и о строении дедом Шугуровым Уфы зато де пожаловали его Шугура княжьим именем».
До 1939 года, до открытия первого крекинг-завода, в Шугуровке водилась форель. С того времени вблизи русла Шугуровки постоянно расположен водоток предприятий — потенциальных загрязнителей: нефтеперерабатывающих предприятий в северной части города и ОАО «Уфахимпром», талые и ливневые воды с территорий которых по рельефу местности могут загрязнить р. Шугуровка и далее р. Уфа — одного из основных источников питьевого водоснабжения города.

## Феноловое загрязнение
Известной на весь СССР Шугуровка стала после фенольной весны 1990 года.

22 ноября 1989 г. на участке легковоспламеняющихся жидкостей (ЛВЖ) УПО «Химпром» произошел разлив фенола в количестве 90 кубометров. Ответственные работники цеха дифенилолпропана (ДФП) и участка ЛВЖ мер по уборке разлившегося фенола не приняли. Фенол остался лежать на поверхности земли. В марте 1990 г. при таянии снега насыщенная фенолами талая вода стала стекать в пруд. Талая вода, насыщенная фенолами, прорвав обваловку пруда, попала в р. Чернушку, далее по р. Шугуровке в р. Уфу и достигла южного питьевого водозабора города Уфы. Максимальное содержание фенола в питьевой воде южного водозабора достигало около 30 ПДК.
Стоки, содержащие высокую концентрацию фенолов, поступали в ручей Чернушка, далее попали в р. Шугуровку и р. Уфу, являющуюся источником хозяйственно-питьевого водоснабжения г. Уфы. В результате неорганизованных сбросов с территории объединения концентрация фенолов в р. Уфе в районе Южного водозабора превысила предельно-допустимые нормативы более чем в 100 раз.
Уровень содержания фенола в р. Шугуровке ниже УПО «Химпром» и в устье составил: 98000 ПДК и 101000 ПДК.
Было оповещено население г. Уфы об опасности употребления водопроводной воды для питья. Общая численность населения, потребляющая питьевую воду, загрязненную фенолом из Южного водозабора г. Уфы, составила 672 876 человек.